# زنبقي غاريقوني
الزنبقي الغاريقوني (الاسم العلمي: Agaricocrinus) هو جنس منقرض من شوكيات الجلد يتبع فصيلة زنابق البحرالغمدية. كانت هذه الحيوانات المعتلية المعلقة الثابتة تعيش في العصر الفحمي وفي عصر أوساجين في الولايات المتحدة من 353.8 إلى 345.0 مليون سنة.

## الأنواع المختارة
- زنبقي غاريقوني أمريكي
- زنبقي غاريقوني رائع